# Philippe Sirvent
Philippe Sirvent est un footballeur français né le 20 août 1965 à Lyon. Il évolue au poste de défenseur.
Il commence sa carrière professionnelle au Nîmes Olympique, en 1983, et y reste 10 ans, évoluant en 1re division et 2e division.
En 1993, il rejoint l'USL Dunkerque, en D2, puis l'année suivante le FC Mulhouse, toujours au même niveau.
En février 2002, après deux semaines de stage au CTNFS de Clairefontaine, il est diplômé du brevet d'État d'éducateur sportif 2e degré (BEES 2).
Il entraîne par la suite le Gallia Club Lunel.